# Tre camerati (miniserie televisiva)
Tre camerati è uno sceneggiato televisivo in tre puntate diretto da Lyda C. Ripandelli e trasmesso dalla Rai nel 1973. Lo sceneggiato è ispirato dall'omonimo romanzo dello scrittore tedesco Erich Maria Remarque.
Il cast include alcuni nomi celebri del teatro e della televisione italiana dell'epoca, come Renzo Palmer, Angelo Infanti, Luigi Pistilli e Nicoletta Rizzi.